# چیتاوری
چیتاوری‌ها (به انگلیسی: Chitauri) نسلی تخیلی از فرازمینی‌های دگرپیکر در کتاب‌های کامیک منتشر شده از مارول کامیکس می‌باشند. آنها توسط برایان هیچ و مارک میلر خلق شدند و همانند اسکرولها از دشمنان زمین هستند. قرار شده است تا مارول یکی از این دو نسل موجودات فضایی را در کتاب‌هایش نابود کند. چیتاوری‌ها در سال (۲۰۱۲) در فیلم سینمایی  انتقام‌جویان به نمایش در آمدند. در این فیلم سینمایی آن‌ها به فرماندهی لوکی به زمین حمله کرده و با مقاومت انتقام‌جویان مواجه می‌شوند.